# Чиндяново
Чиндя́ново (рос. Чиндяново, ерз. Кенде) — село у складі Дубьонського району Мордовії, Росія. Входить до складу Поводимовського сільського поселення.

## Населення
Населення — 529 осіб (2010; 626 у 2002).
Національний склад (станом на 2002 рік):
- ерзяни — 98 %